# Вудсток (Онтарио)
Вудсток (англ. Woodstock) — город на юго-западе провинции Онтарио в Канаде. Население города составляет 40 902 человек (по данным канадской переписи 2016 года). Вудсток является главным городом округа Оксфорд, у истока несудоходной реки Темзы, примерно в 128 км от Торонто и в 43 км от Лондона, Онтарио. Город известен как «Молочная столица Канады» и позиционируется властями как «дружественный город».
Вудсток был впервые заселен европейскими колонистами и сторонниками Единой империи лоялистов в 1800 году. Первыми горожанами считаются Захарий Бёрча и Леви Ладдингтон. Официально статус Вудсток получил в 1851 году. С тех пор он устойчиво рос и в настоящее время является одним из значимых городов Онтарио.
Отличительной особенностью Вудстока можно считать то, что здесь сохранились без изменений и перестроек все исторические административные здания. Во многом благодаря этому городе стал популярным туристическим центром.
В Вудстоке находятся кампусы колледжа Fanshawe. В городе нашлось место для самых разных музеев и культурyых центров. В том числе это и Музей Вудстока, национальный исторический памятник. Летом здесь проходит много фестивалей.
В западной части старого города сохранилось много зданий и даже целых кварталов викторианской эпохи. Наиболее известной из улиц этого района является проспект Ванситтарт, названный в честь адмирала Генри Ванситтарта, одного из первых поселенцев города.

## История
Первое поселение появилось на территории Вудстока в 1800 году после того, как сэр Джон Грейвс Симко, губернатор Верхней Канады определил это место как что этот район для строительства города. Самые первые поселенцы, судя по всему, прибыли из США из штата Нью-Йорк.
В 1820-х и 1830-х годах последовала активная иммиграция из Великобритании. В том числе прочих в Вудстоке поселилось много отставных офицеров, которым сохраняли половину жалования.
В эти же годы в районе Оксфорд была построена первая церковь, названная в честь святого Павла. Позже в местной общине произошёл раскол и была построена ещё одна церковь, которую назвали «Новый собор святого Павла».
В 1836 году в Вудстоке проживало 200 человек, а к 1846 году население выросло почти до 1100 человек. Там имелись уже шесть церквей или часовен, а также тюрьма, здание суда, отделение банка, школа и две еженедельные газеты. Промышленность включала в себя две мельницы, лесопильный завод, пивоварню и ликёро-водочный завод/
Вудсток официально получил города в 1851 году. Первое заседание городского совета прошло в отеле Royal Pavilion. В этом же году основано местное самоуправление.
В 1900 по улицам города был пущен электрический трамвай..
В 1901 году население Вудстока достигло почти 9 000 человек.

## Известные уроженцы
- Мэри Ботвелл, американская оперная певица (сопрано), художник и общественный деятель.
- Джейк Маззин, канадский хоккеист, в составе национальной сборной Канады победитель чемпионата мира 2015 года и Кубка мира 2016.
- Андреа Рот, канадская актриса.
- Элизабет Веттлауфер, канадская медсестра и серийная убийца
- Кевин Зегерс, канадский актёр.